# Erioptera pompalis
Erioptera pompalis är en tvåvingeart som beskrevs av Alexander 1957. Erioptera pompalis ingår i släktet Erioptera och familjen småharkrankar.
Artens utbredningsområde är Nepal. Inga underarter finns listade i Catalogue of Life.